# Ulugurucharax
Ulugurucharax is een geslacht van wandelende takken uit de familie Bacillidae. De wetenschappelijke naam van dit geslacht is voor het eerst voorgesteld door Oliver Zompro in een publicatie uit 2005.
Dit geslacht is monotypisch, dat wil zeggen dat het maar één soort heeft namelijk Ulugurucharax uluguruensis Zompro, 2005 die in Tanzania voorkomt.